# Книшинська пуща
Книшинська пуща, або Книшинсько-Білостоцька пуща — великий лісовий комплекс у Польщі (другий за величиною у країні після Біловезької пущі в Підляській низовині), розташований на Білостоцькій височині в Підляському воєводстві. У ньому ліси покривають моренні ділянки, протікають річка Супрасль та її притока Соколда. Центром ландшафтного парку Книшинська пуща є місто Супрасль.
Площа лісу становить приблизно 1050 км², але завдяки залісненню колишніх сільськогосподарських угідь його площа щороку збільшується. Цей процес особливо помітний у східній частині території.
- Серед дерев у лісі переважають сосна та ялина, але є також береза, вільха та дуб.
- У Книшинській пущі є заповідники для зубрів (з 1974 року).
- У Книшинській пущі у 1988 році створено ландшафтний парк Книшинська пуща.

## Давня історія лісу

### Людські поселення, їх масштаби та розвиток
Найдавніші залишки людських поселень у Книшинській пущі датуються близько 10 000 р. тому, пребореальним та бореальним періодами епохи голоцену. Тоді на цій території переважала рослинність тундрового типу з домішкою берези, а пізніше сосни. Більші людські групи з'явилися в цих районах через міграцію стад північних оленів. Долини річок Нарви та Бєбжі були природними шляхами для сезонних міграцій цих тварин. Вони були цінним джерелом їжі та інших матеріалів для людей того часу (наприклад, шкір для пошиття одягу, будівництва хатин).
З поступовим потеплінням клімату відбулися зміни в рослинності (з'явилася тайга) та у фауні. У долині річки Супрасль археологи виявили пам'ятки, пов'язані з поселеннями, що датуються кінцем бореального періоду, тобто приблизно 6000 років тому. Це була густо заліснена місцевість, приваблива для людей як для полювання на лосів та оленів, так і для риболовлі. Могила мисливця з Конне, виявлена безпосередньо перед Другою світовою війною, належить до цього періоду. Це приклад поховання, які рідко зустрічалися на території Польщі, де померлого клали зв'язаним у могилу та посипали червоною фарбою (вохрою). Такий тип поховань траплявся в мезоліті, у східних регіонах Європи.
Через потепління клімату по всьому лісу почали поширюватися землеробство та скотарство. Через низьку родючість ґрунту населення лісових районів було більше зацікавлене у розведенні тварин. Перші селекціонери в цій місцевості з'явилися близько 4000 років тому. Водночас природні ресурси навколишніх лісів та річок продовжували інтенсивно експлуатуватися. З тих часів збереглися різні види інструментів, такі як: кам'яні сокири (у Запецькому та Кшем'єнні), знаряддя праці для обробки шкіри (Засади та Суражково) або поліровані крем'яні сокири (знайдені в Пещаниках).
У бронзову добу племена, що населяли райони Книшинської пущі, почали розробляти поклади кременю, ресурси якого були виявлені поблизу села Рибники. Там знайдено добре збережені шахтарські скульптури у вигляді кратерів залишених закопаних шахт та відвалів. Це дозволило дослідити та виділити різні способи отримання сировини людьми того часу. Кремень добували, копаючи глибокі ями (так звані шахти) або вирубуючи крутий схил пагорба та витягуючи з нього грудки сировини. Його перша обробка відбувалася в так званих майстернях гірничої виробки, тоді як для подальшої обробки сировину перевозили в район річки Кшемянка, де часто облаштовувалися шахтарські табори. Там же відбувався і завершальний процес обробки крем'яних виробів.

### Самогон
Лісова зона є місцевістю з давніми традиціями незаконного виробництва самогону. Лісовий самогон виробляють тут і сьогодні завдяки сприятливим топографічним умовам та багатопоколінній традиції. Виробництво власного алкоголю було чимось важливим, природним і необхідним для мешканців лісу та його околиць ще з часів російської окупації. Самогон залишається не лише невіддільною частиною сімейних святкувань, а й формою оплати.
У лісі є кілька шкіл виробництва самогону:
- лісова школа: район Грудека та Міхалова,
- польова школа: Валіли, територія Грудека та Міхалова,
- приміська школа: біля Чорни Білостоцької,
- болотна школа: вздовж річки Бєбжа.

Найважливішою та найвідомішою з них є лісова школа. Одним з характерних продуктів місцевого самогоноваріння є буквічівка, горілка, приправлена буквицею лікарською.

## Поверхневі води

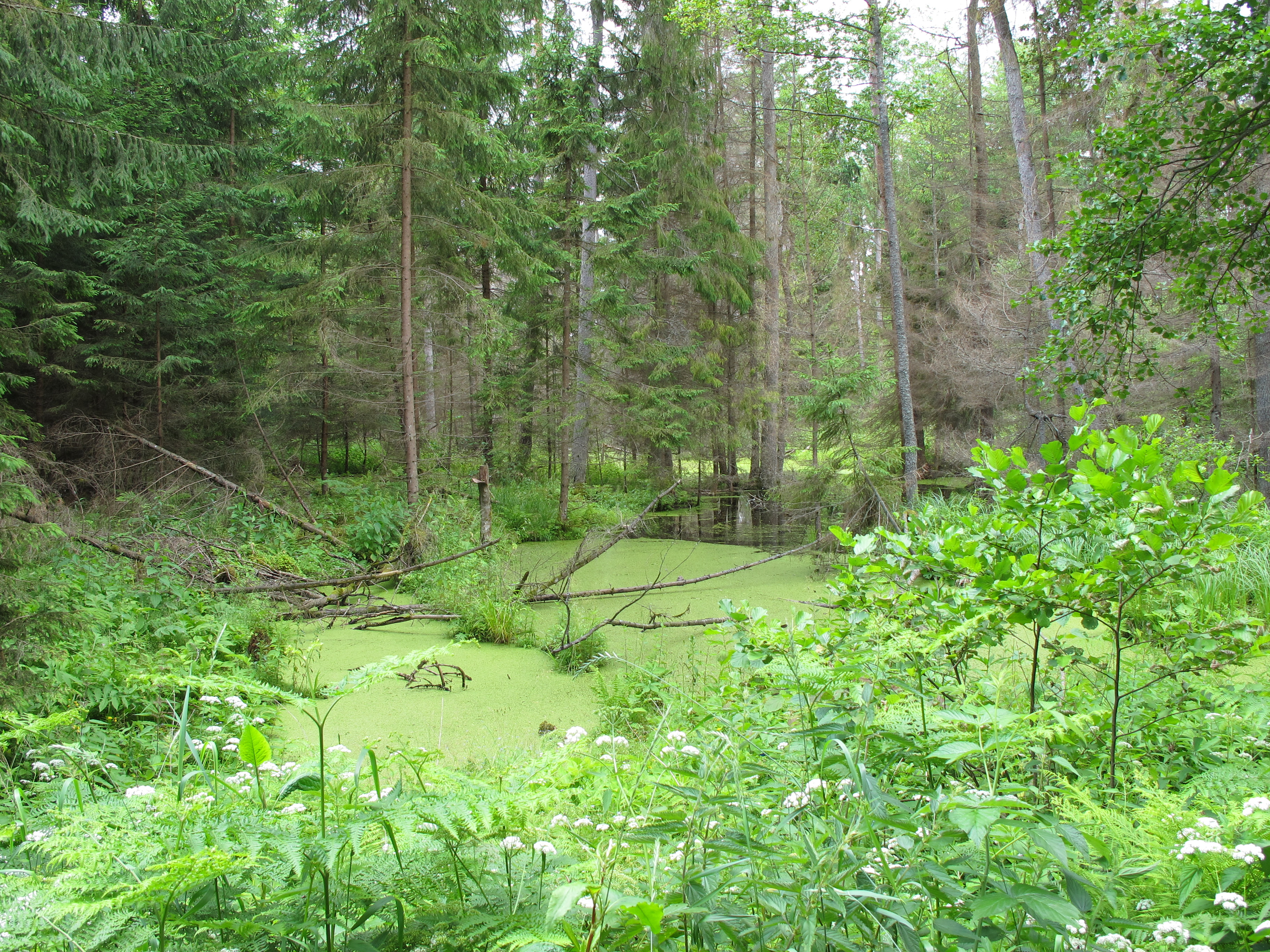
Болото поблизу Шудзялова

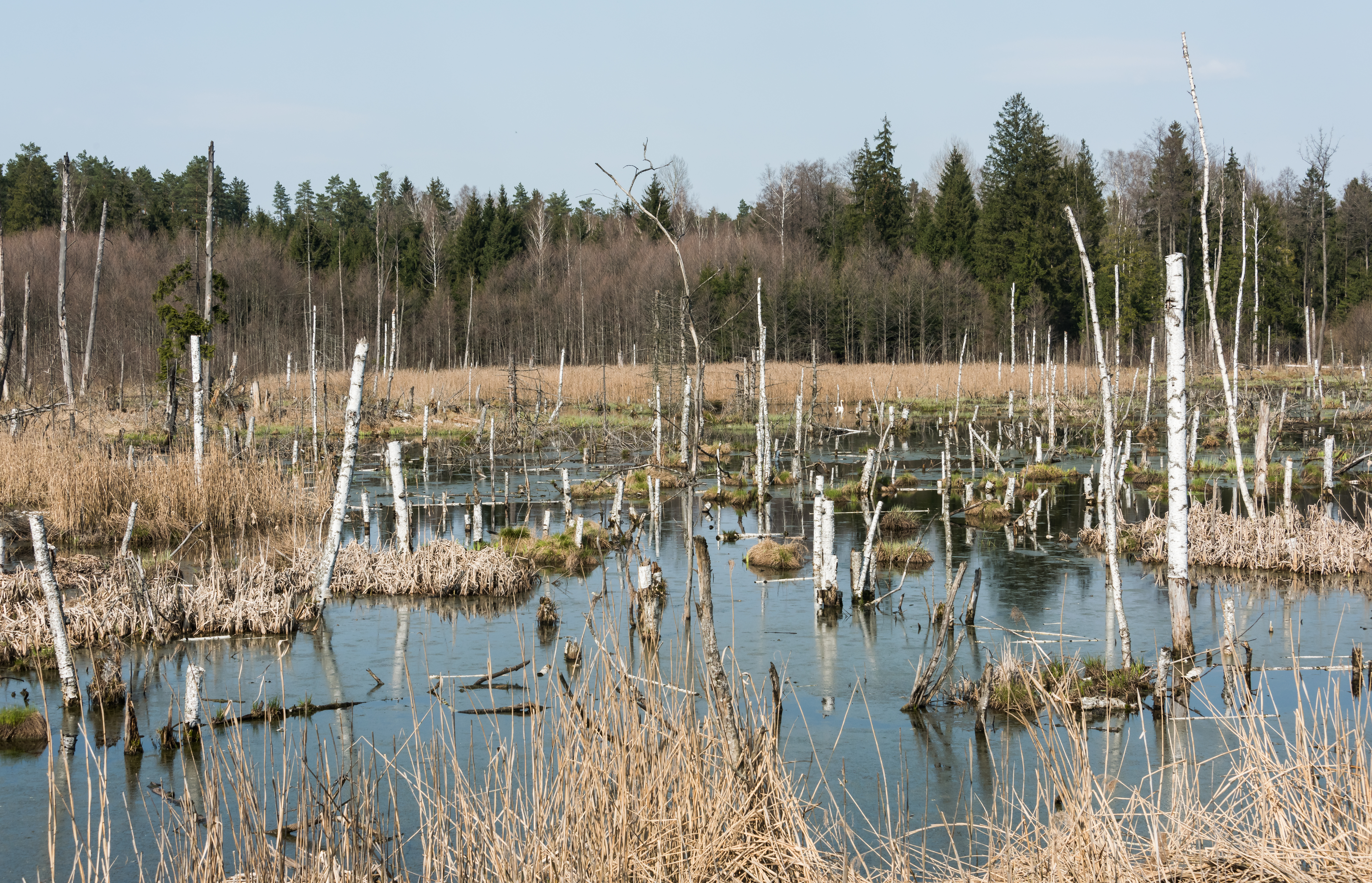
Водно-болотні угіддя на національній дорозі 65 (Польща)

Поверхневі води Книшинської пущі є важливим елементом лісового ландшафту та характеризуються дуже високою гідрографічною компактністю, оскільки майже 95 % площі парку лежить у басейні однієї річки — Супрасль. Це переважно мережа річок із сітчастою системою, дуже різними градієнтами річищ (деякі з них з градієнтом понад 3 ‰, типовим для передгірних річок). Головна річка парку — Супрасль живиться річками різної довжини, від 3 км (Ялувка біля Супрасля) до понад 30 км (Соколда, Чарна). Інші річки області: Яскранка, Кулікувка та Бжозувка впадають у басейни річок Нарва та Бєбжа. Своєю чергою, на схід від лісу, до басейну Німану впадають річки — Нєтупа, Свіслоч та Лосіна. Первісна мережа поверхневих вод доповнена системою штучних та дренажних каналів, а також кількома ставками та водосховищами.
З погляду управління водними ресурсами, важливою є довгострокова динаміка річкових стоків, що вимірюється коефіцієнтом мінливості. Серед лісових річок найменш мінливі середньомісячні витрати спостерігаються в річках Чарна та Слоя, тоді як найвищі — в Соколді та верхів'ї Супрасля в Зауках.

## Флора та фауна
Згідно з геоботанічним поділом Польщі Владислава Шафера, Книшинська пуща належить до Біловезько-Книшинського регіону Північного відділу. Це єдина територія в Центральній Європі, яка за багатьма показниками (структурними, геоботанічними та зоогеографічними) схожа на південно-західну тайгу. Різноманітний рельєф та пов'язані з ним значні мікрокліматичні, гідрологічні та ґрунтові відмінності, що зустрічаються навіть на невеликих територіях, сприяють розвитку великої рослинної різноманітності. Рослинний світ характеризується поширенням суббореальних видів та значною мірою бореальних видів з домінуванням ялини в лісових масивах. В околицях села Ліпина є монументальні дуби та старі сосни. Близько 290 дерев визнано пам'ятками природи. Найстаріший дуб в околицях Дворжиська, вік оцінюється в 500 років. Дерево з найбільшим обхватом — липа, висотою понад 6,5 метра.
У Книшинській пущі зафіксовано 23 лісові та чагарникові групи. Найбільш поширені: свіжий хвойний ліс Carici digitatae-Piceetum, змішаний багатовидовий ліс Serratulo-Piceetum, свіжий сосновий ліс Peucedano-Pinetum.
Книшинська пуща виділяється на ентомологічній карті Польщі. Тут близько 2000 видів жуків. Є види, пов'язані з мертвою деревиною: Rhysodes sulcatus та Cucujus haematodes. Поширені метелики: метелик шафран (Cucujus haematodes) та рябчик еуномія (Boloria eunomia). Типовим птахом лісу є рябчик, також тут є численні дятли, карликовий сич, чорний лелека, орлан-білохвіст та підорлик. Там є рисі, вовки та зубри, які природним чином мігрували з Біловезької пущі.

## Природні заповідники у Книшинській пущі
- Природний заповідник Бахно в Борках
- Будзиський природний заповідник
- Заповідник Хомонтовщина
- Природний заповідник П'єштяни
- Природний заповідник Яловка
- Природний заповідник Еш-Маунтінс
- Карчміський природний заповідник
- Природний заповідник Козловий Луг
- Красненський природний заповідник
- Природний заповідник Кшем'янка
- Заповідник Кремінні Гори
- Куликівський природний заповідник
- Заповідник Целічанський ліс
- Природний заповідник Мєндзижече
- Природний заповідник Стара Дембіна
- Природний заповідник Старе Бєле
- заповідник Староджев Шиндзельський
- Суражківський природний заповідник
- Табольський природний заповідник
- Природний заповідник «Грейт-Форест»
- Вороницький природний заповідник